# Mikhail Eisenstein
Mikhail Osipovich Eisenstein (em russo:  Михаил Осипович Эйзенштейн, em letão:  Mihails Eizenšteins) (Bila Tserkva, 17 de setembro de 1867 – Berlim, 2 de julho de 1920) foi um engenheiro civil e arquiteto em Riga, a atual capital da Letônia, quando a cidade fazia parte do Império Russo. Atuou como arquiteto na cidade em uma época de grande expansão econômica e consequente ampliação, que coincidiu com o florescimento da arquitetura Art Nouveau. Durante os anos 1901-1906, Eisenstein projetou muitos dos edifícios Art Nouveau mais conhecidos de Riga. Seu filho, Sergei Eisenstein, tornou-se um conhecido diretor de cinema soviético.

## Biografia

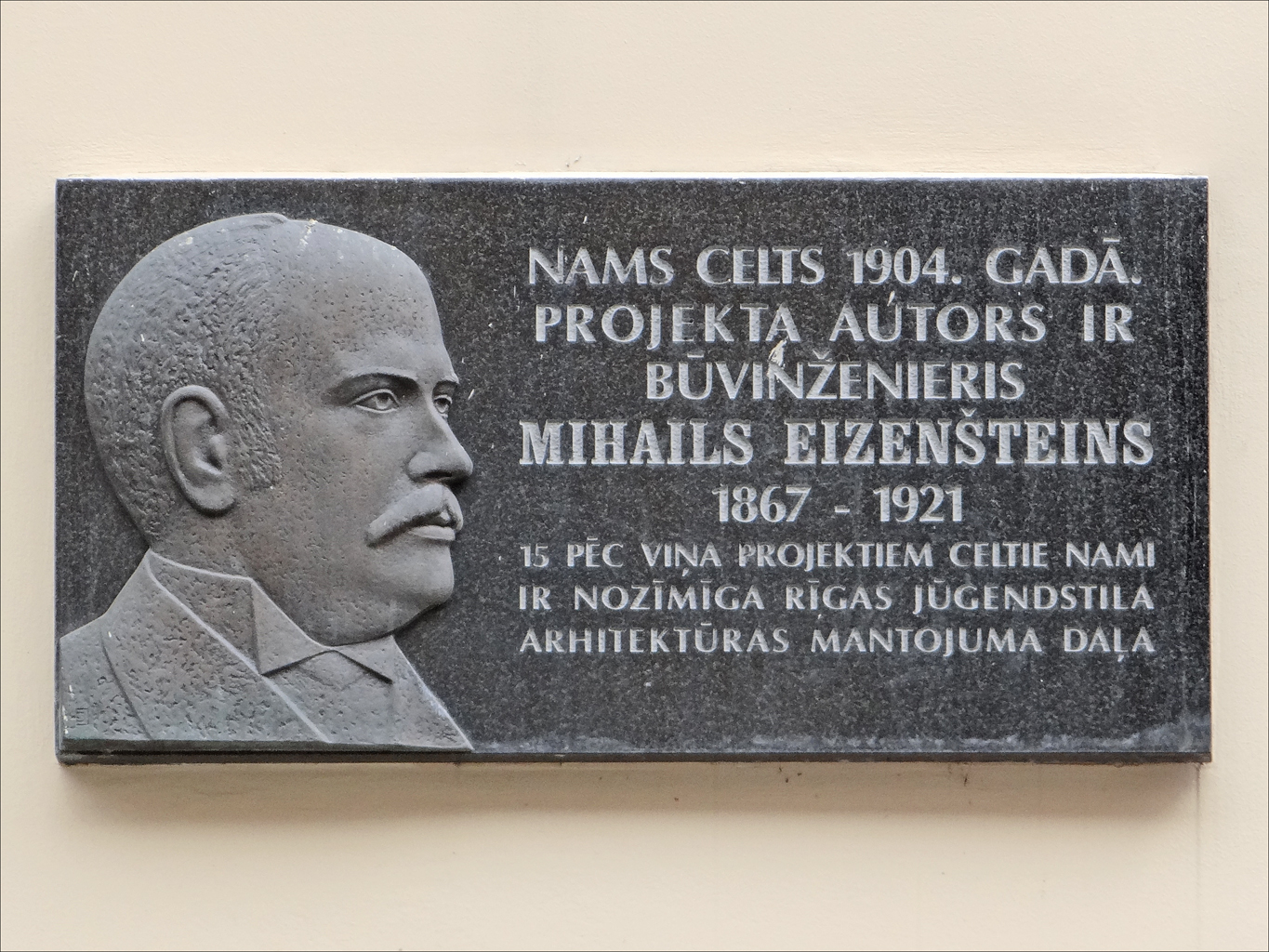
Placa comemorativa em Alberta iela 4

Existem diferentes relatos da vida de Mikhail Eisenstein. De acordo com a única biografia impressa sobre ele pelo professor Solveiga Rush, ele veio de uma família judia originária da Alemanha e nasceu em São Petersburgo. Uma fonte de língua russa, no entanto, afirma que ele nasceu como Moisey Aizenshtein em Bila Tserkva, na atual Ucrânia, em uma família judia e, em 1902, mudou seu sobrenome para Eisenstein.
Eisenstein converteu-se à Igreja Ortodoxa Russa em 1897. Segundo seu filho, ele era um "fiel representante e admirador da classe burocrática russa". Ele estudou em São Petersburgo e se formou como engenheiro civil em 1893. Logo depois, mudou-se para Riga, a atual capital da Letônia, que era então parte do Império Russo. Ele continuaria morando em Riga até 1917. Ele foi empregado no departamento de estrada de tráfego das autoridades regionais na Província de Livônia em 1895 e em 1900 nomeado chefe do departamento. Seu trabalho no departamento contribuiu para uma racionalização da manutenção e gestão de infra-estrutura na região.Ele recebeu várias medalhas e prêmios por seu trabalho como funcionário público, incluindo a Ordem de Santa Ana (classes II e III) e a Ordem de Santo Estanislau (classes II e III). Ao mesmo tempo, ele praticou como arquiteto independente.
Em 1897 ele se casou com Yulia Ivanovna Konetskaya, que veio de uma próspera família não-judia em São Petersburgo. O casal se estabeleceu em um grande apartamento no centro de Riga e participou ativamente da vida social dos estratos superiores da cidade. Segundo as lembranças de seu filho, a família tinha uma visão internacional e Eisenstein falava alemão e francês, além de russo. Ele estava interessado em história e literatura e sua biblioteca continha as obras de Nikolai Gogol, Leon Tolstoi, Émile Zola, Alexandre Dumas e Victor Hugo. Além de seu interesse pela arquitetura contemporânea, Eisenstein também apreciava a arte e admirava especialmente as pinturas de Konstantin Makovsky. Devido a "diferenças de temperamento" e depois Yulia teve um caso com um general, o casal se separou em 1909 e se divorciou formalmente em 1912. O casal teve apenas um filho, Sergei Eisenstein, que se tornaria um conhecido diretor de cinema soviético.
Após a Revolução Russa, Eisenstein juntou-se aos "Brancos" (anti-revolucionários) como engenheiro em1918. Seu filho escolheu juntar-se aos Bolcheviques, terminando seu relacionamento. Após o fim da Guerra Civil Russa, Eisenstein estabeleceu em Berlim, onde morreu em 1920. Ele está enterrado no Cemitério Ortodoxo Russo de Berlim-Tegel.

## Arquitetura

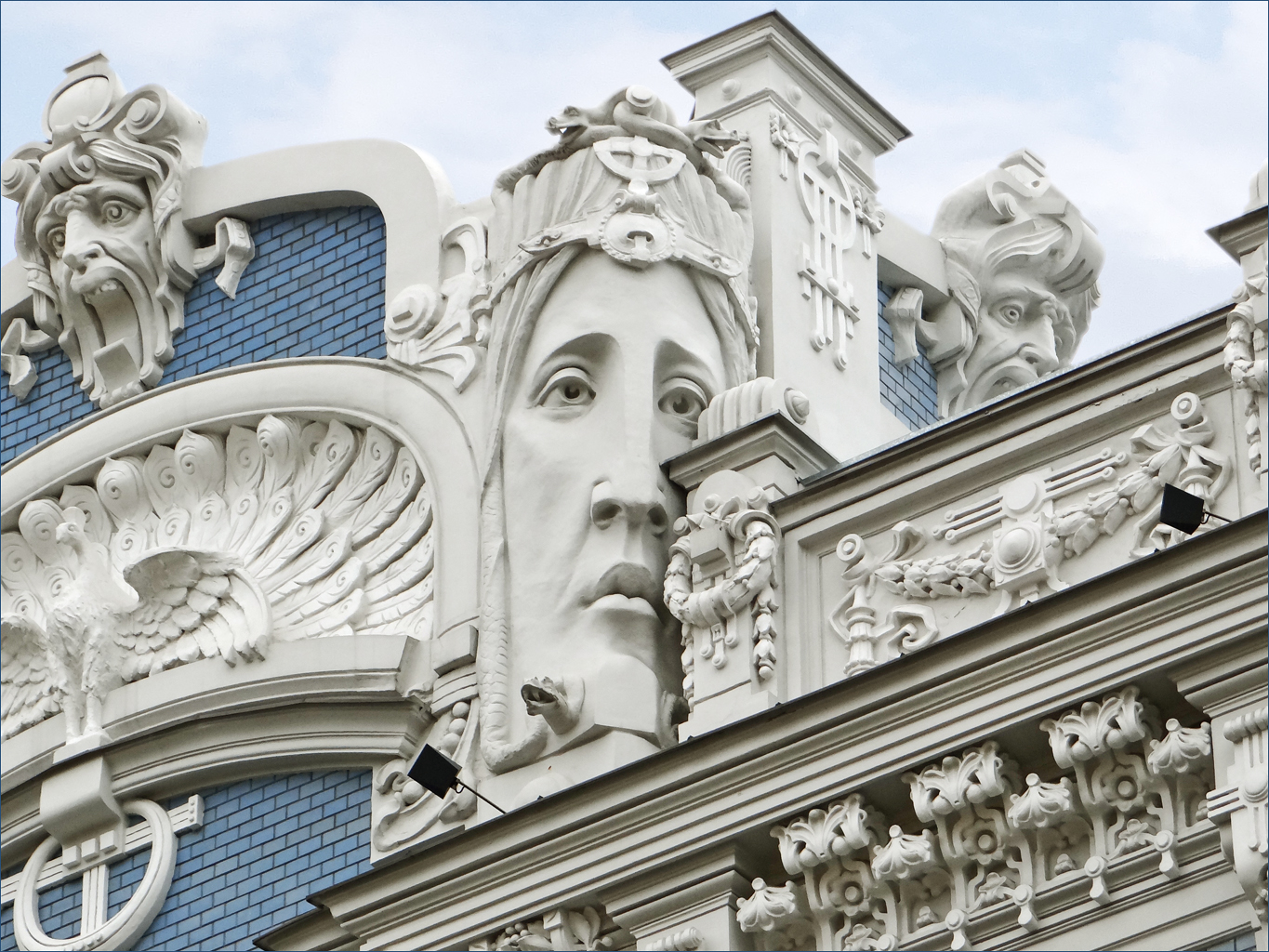
As fachadas dos edifícios de Eisenstein são muitas vezes profusamente decoradas, como o edifício em Elizabetes iela 10b

Eisenstein atuou como arquiteto independente em Riga, em uma época de grande expansão econômica e conseqüente ampliação da cidade, que coincidiu com o florescimento da Art Nouveau na cidade. Ainda hoje, Riga tem a maior concentração de edifícios Art Nouveau em todo o mundo.
Eisenstein projetou alguns dos mais conhecidos edifícios Art Nouveau, muitos dos quais estão agrupados em Alberta iela (rua Albert), juntamente com outros edifícios notáveis por Konstantīns Pēkšēns e Eiens Laube. Como quase nenhum arquivo ou documento biográfico permanece conectado à vida de Eisenstein, seu desenvolvimento artístico só pode ser esboçado. Sabe-se que ele visitou Paris e pode ter frequentado a Exposition Universelle de 1900 e experimentado a arquitetura Art Nouveau de Hector Guimard e Gustave Serrurier-Bovy, bem como a galeria de arte L'Art Nouveau de S. Bing em primeira mão; E certamente trouxe para casa um grande número de revisões arquitetônicas francesas. A inspiração também pode ter vindo da Secessão de Viena e da arquitetura dos arquitetos vienenses Otto Wagner, e Josef Hoffmann, qque exibem algumas semelhanças superficiais com a de Eisenstein. A arquitetura contemporânea Art Nouveau em São Petersburgo também influenciou claramente Eisenstein. Além disso, observou-se que os motivos decorativos empregados por Eisenstein sugerem uma forte associação com as idéias simbolistas.
Em qualquer caso, o corpus principal de edifícios projetado por Eisenstein compartilha uma série de características. Eles são representantes de uma forma altamente decorativa, ocasionalmente extremamente decorativa, de Art Nouveau e exibem um uso inovador de novos materiais, como ferro fundido, mas são conservadores em seu layout espacial. Pode-se notar também que, embora bem conhecidos devido à sua prodigalidade, os edifícios projetados por Eisenstein não são representativos de como os edifícios Art Nouveau em Riga, em geral, foram projetados.

## Edifícios por Eisenstein

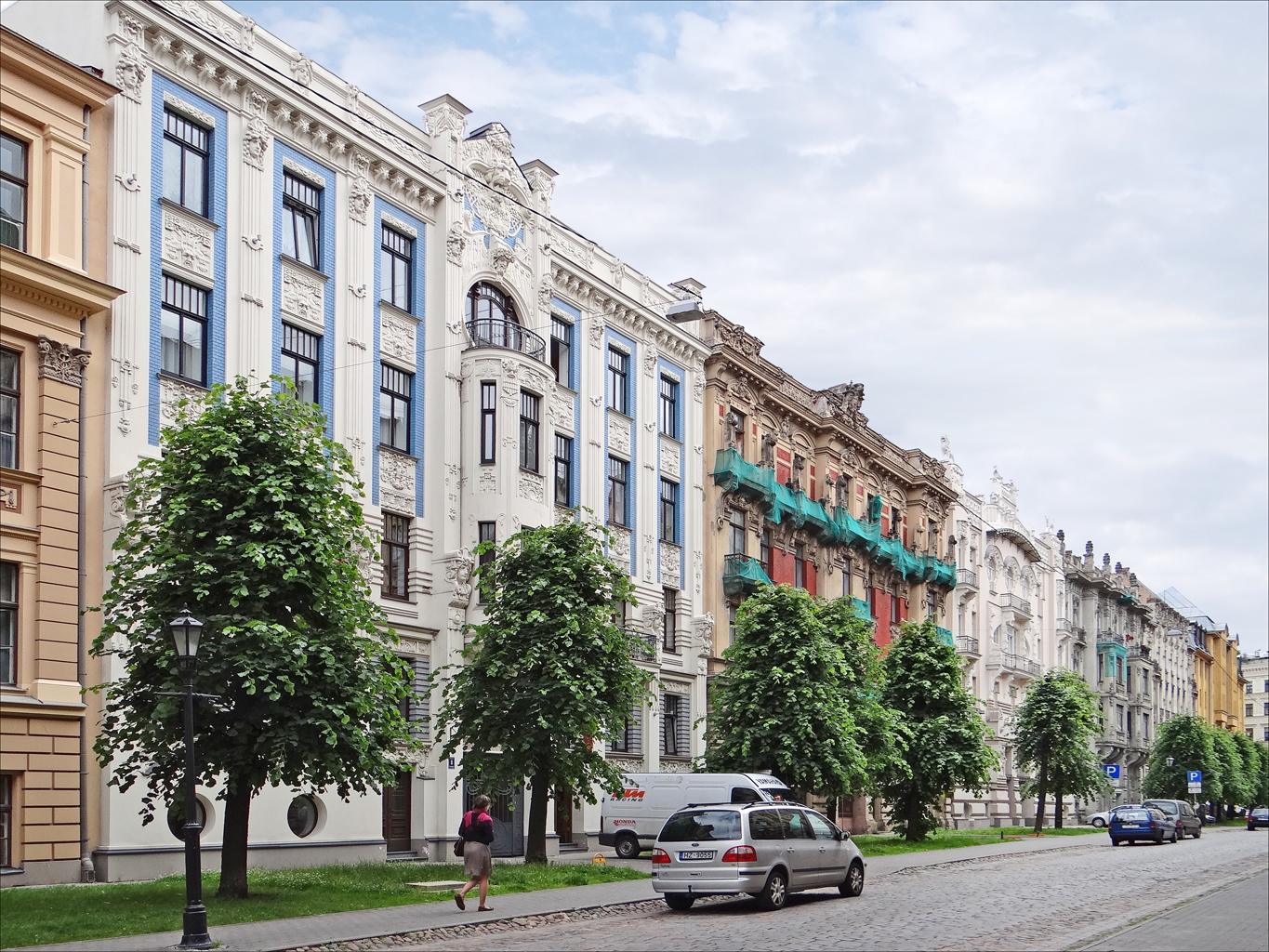
Alberta iela, Riga. Os três prédios mais próximos do espectador foram todos projetados por Eisenstein.

Eisenstein projetou um total de cerca de 20 edifícios, em Riga. Enquanto Eisenstein projetou prédios já em 1897, estes eram de estilo típico e simples, historicista e tinham pouca semelhança com seu trabalho posterior, caracterizado pela "exuberância e amor ao ornamento".
O trabalho pelo qual Eisenstein é mais conhecido é um conjunto de prédios dentro e perto da Alberta iela, construído entre 1901 e 1906. Juntos, eles formam um conjunto arquitetônico que Jeremy Howard descreve da seguinte forma: "Como um todo, as habitações criam um conjunto distintamente estilizado e energizado, mas ao mesmo tempo cada edifício parece competir com seus vizinhos em termos de extravagância decorativa moderna." Várias dessas casas foram comissionadas pelo rico cliente de Eisenstein, A. Lebedinsky.
O primeiro dos edifícios que formam este conjunto solto é um prédio de apartamentos em Elizabetes iela (Rua Elisabeth) 33, construído em um estilo de transição entre Historicismo e Art Nouveau em 1901. JJá neste edifício, o uso característico de Eisenstein de cadeias de caracteres pronunciadas e rica decoração escultural a partir de um vocabulário simbólico de formas está presente. Esses e outros traços, como o "dramático senso de contrastes de Eisenstein expresso em formas arquitetônicas, escultóricas e decorativas, bem como em cor, textura e escala", eles se tornam ainda mais pronunciados nos edifícios posteriores em Alberta iela, por exemplo, a casa um pouco mais orientada verticalmente no número 8 (1903), o impressionante edifício vermelho e creme no número 6 (1903) e o edifício em Elizabetes iela 10b (1903) com suas incomuns cabeças femininas gigantes flanqueando a baía central.
A fachada de Elizabetes iela 10b foi baseada em padrões e desenhos publicados por dois arquitetos baseados em Leipzig, G. Wünschmann e H. Kozel. O edifício em Alberta iela 10a foi originalmente projetado por Eižens Laube, mas a fachada foi reconstruída em 1903 por Eisenstein, contendo elementos que podem ter sido inspirados pelo Edifício da Secessão de Viena por Joseph Maria Olbrich. O edifício em Alberta iela número 4 (1904), também encomendado por Lebedinsky, é mais ornamentalmente contido com uma fachada dominada por formas de janelas contrárias e várias esculturas grandes, incluindo dois leões elevados acima do teto em pedestais nos cantos, cabeças de medusa e relevos de leões ou grifos que flanqueiam a entrada. Foi descrito como uma das mais distintas fachadas de Eisenstein, juntamente com o edifício em 2a.
O edifício em Alberta iela 2a (em que o russo-filósofo Britânico Isaiah Berlin viveu 1905-1915), por outro lado, é caracterizado por fortes contrastes de cor e uma forte orientação vertical da fachada; foi criado em 1905. Outro projeto para Lebedinsky é o edifício na esquina da Alberta iela e Strelnieku iela, construído em 1904-1906 novamente em uma forma simbolista ricamente decorada de Art Nouveau com elementos do historicismo. O último edifício deste conjunto, localizadao na Brivibas iela 99 e construído em 1905, novamente exibe ornamentos esculturais abundantes e sulcos horizontais profundos e cordas.
Alguns edifícios posteriores de Eisenstein também sobrevivem em Riga, assim, por exemplo, em Strugu iela 3 e Lomonosova iela 3. Estes edifícios, construídos em 1911, carecem da decoração escultórica profusa característica do trabalho anterior de Eisenstein e podem refletir uma adaptação às tendências internacionais em mudança uma redução na ornamentação, formulada no influente ensaio de Adolf Loos de 1910, Ornament and Crime. Estes edifícios posteriores de Eisenstein, no entanto, ainda contêm traços reconhecíveis do arquiteto, notavelmente o uso de contrastes de cores vivas.

## Edifícios notáveis

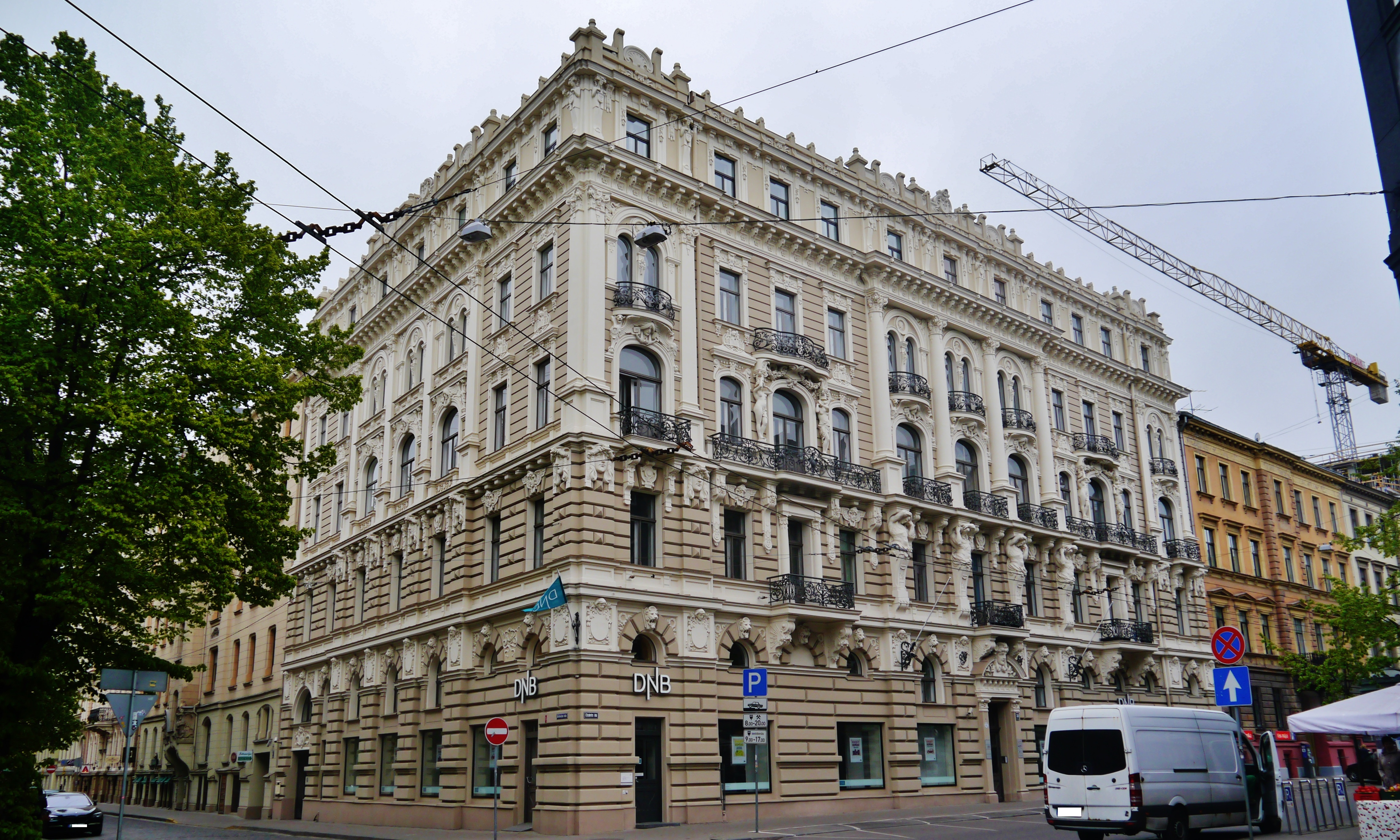
Construção em Elizabetes iela 33
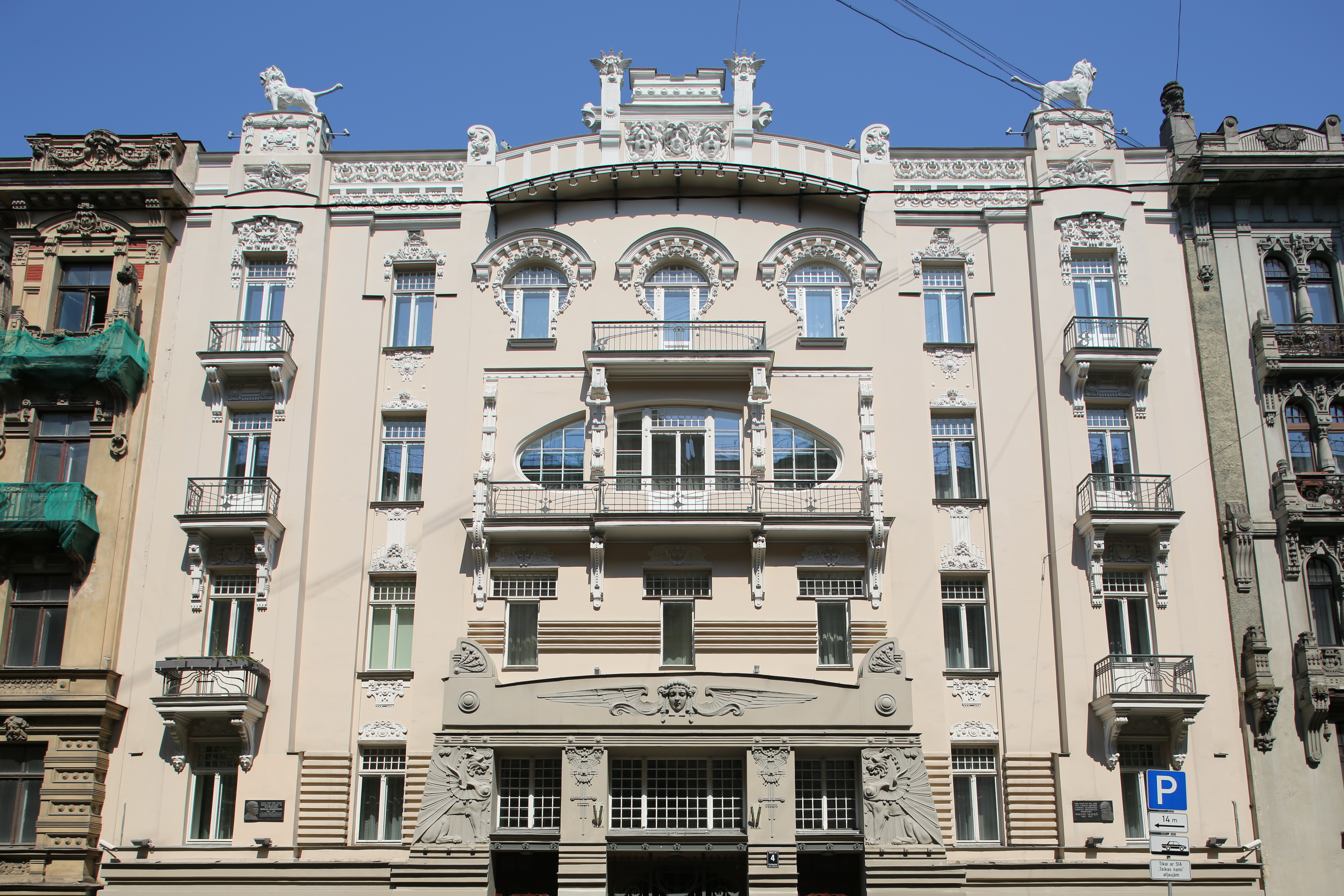
Construção em Alberta iela 4
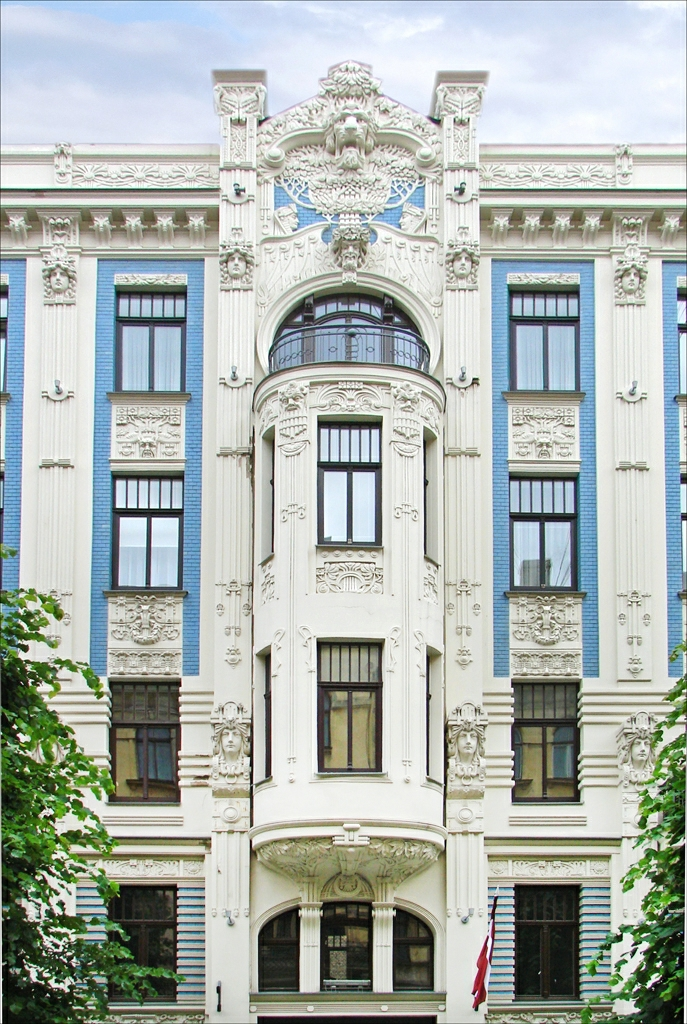
Construção em Alberta iela 8
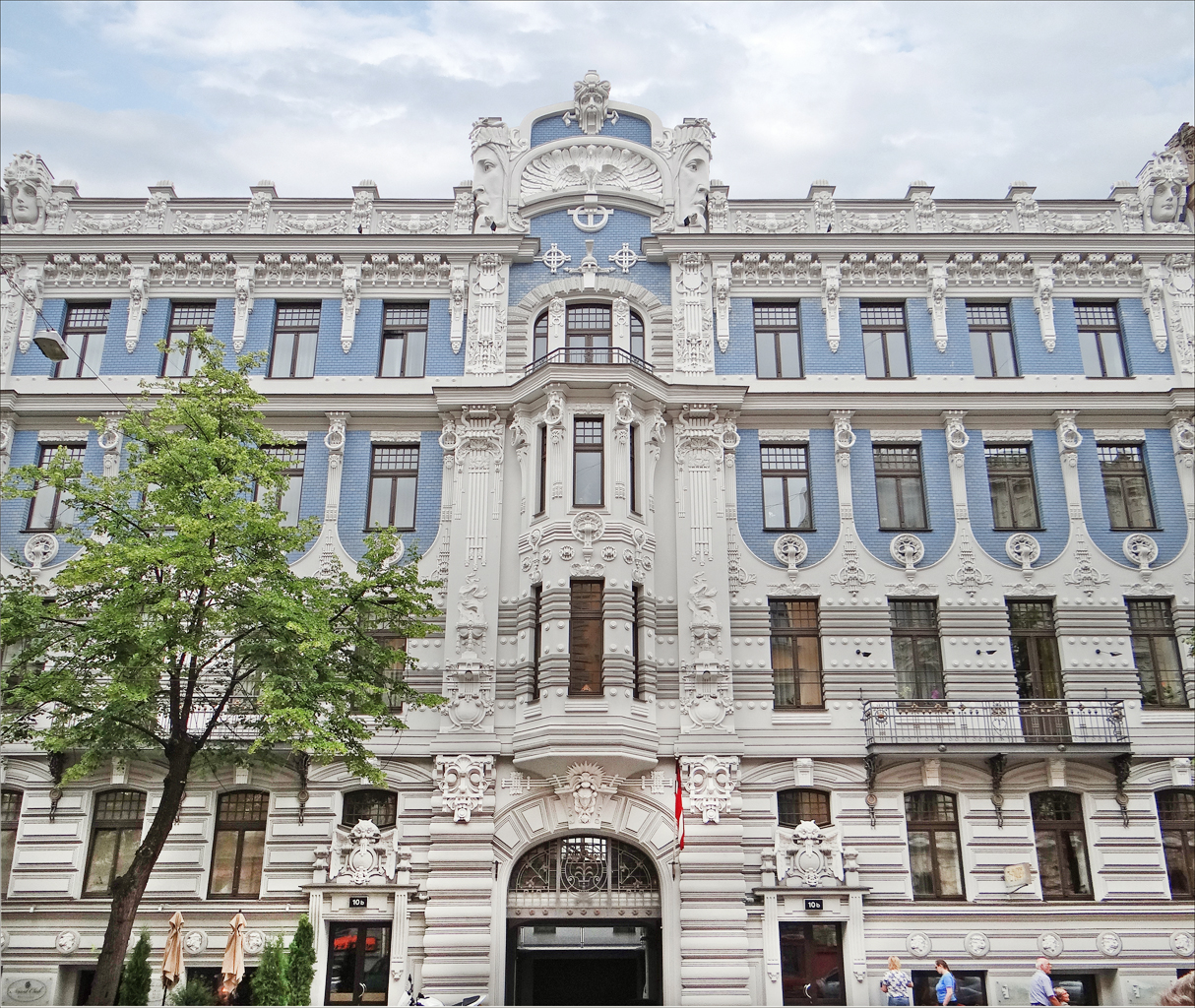
Construção em Elizabetes iela 10b
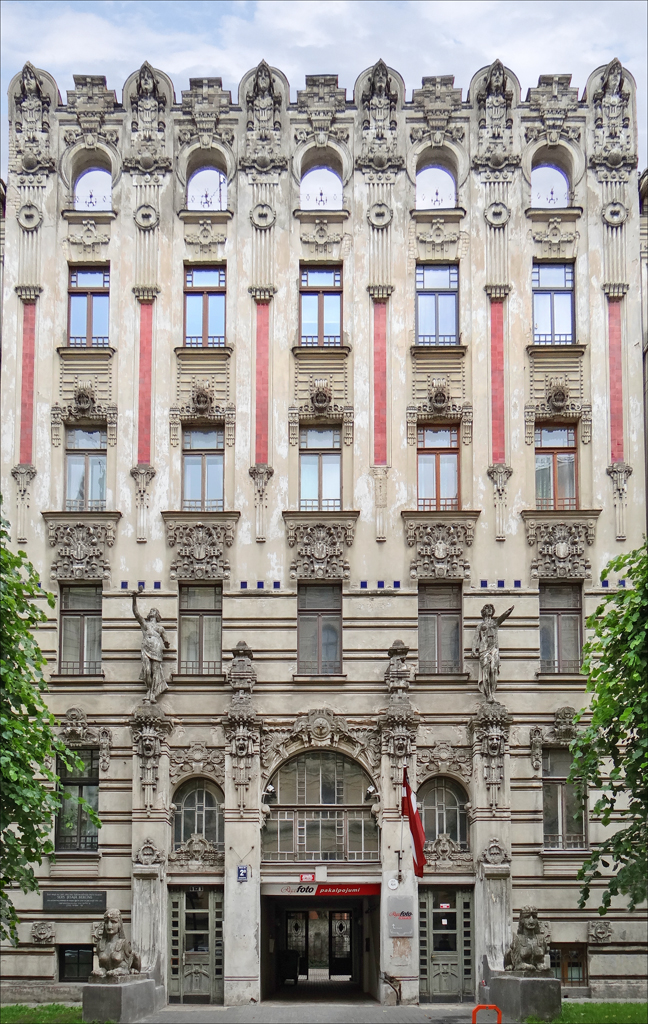
Construção em Alberta iela 2a
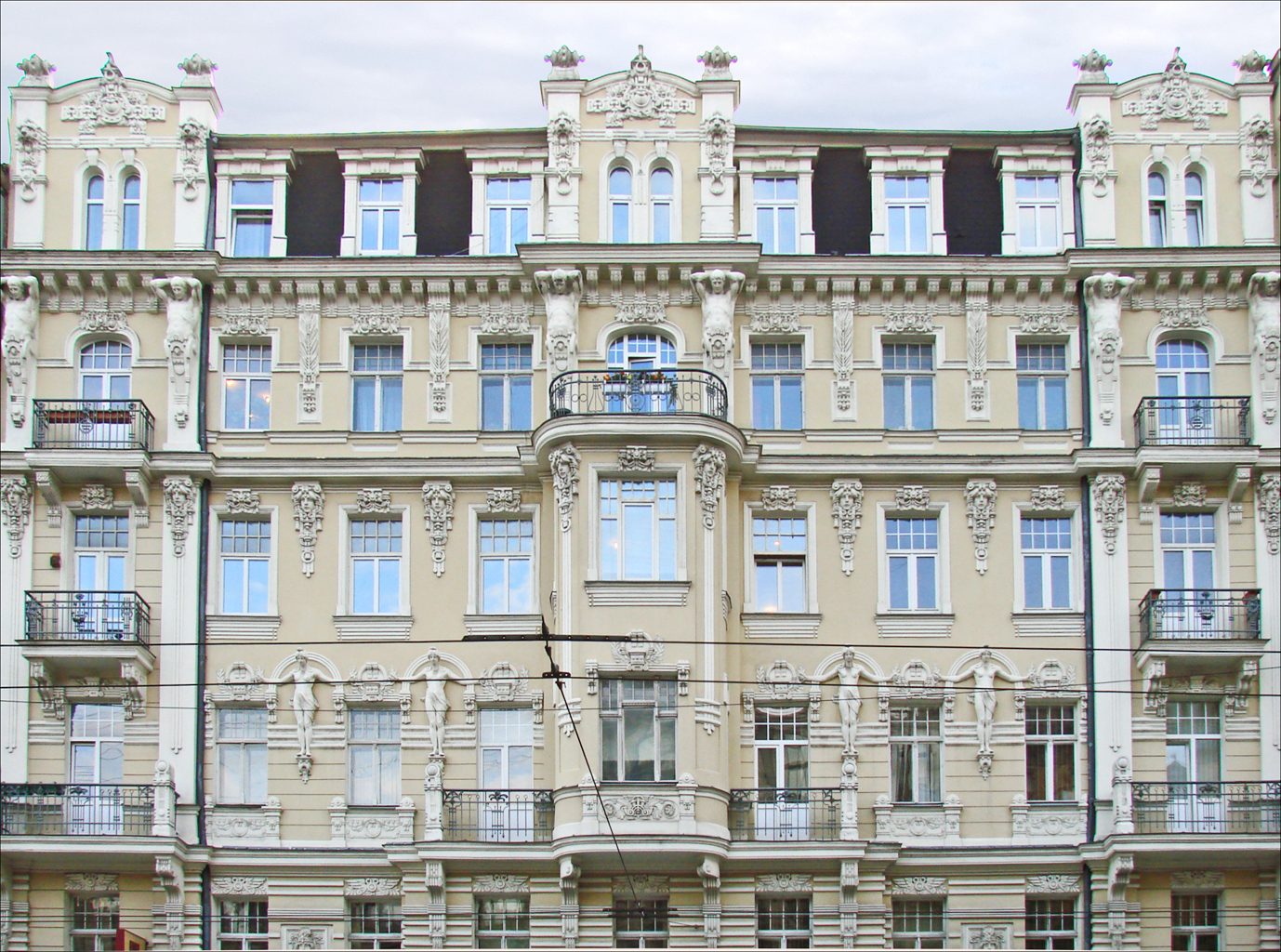
Construção em Brivibas iela 99

## Exemplos de esculturas decorativas nas fachadas

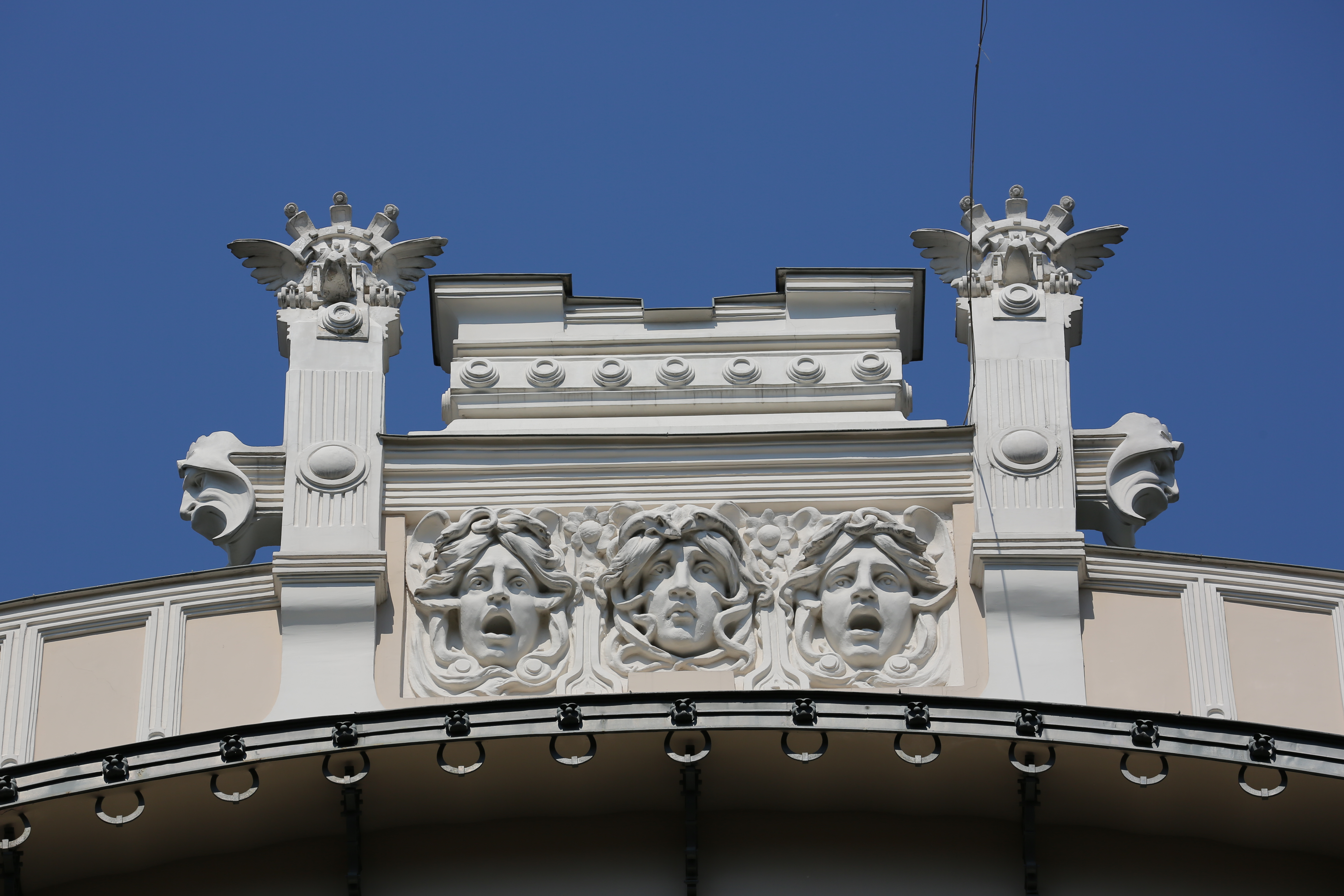
Construção em Alberta iela 4
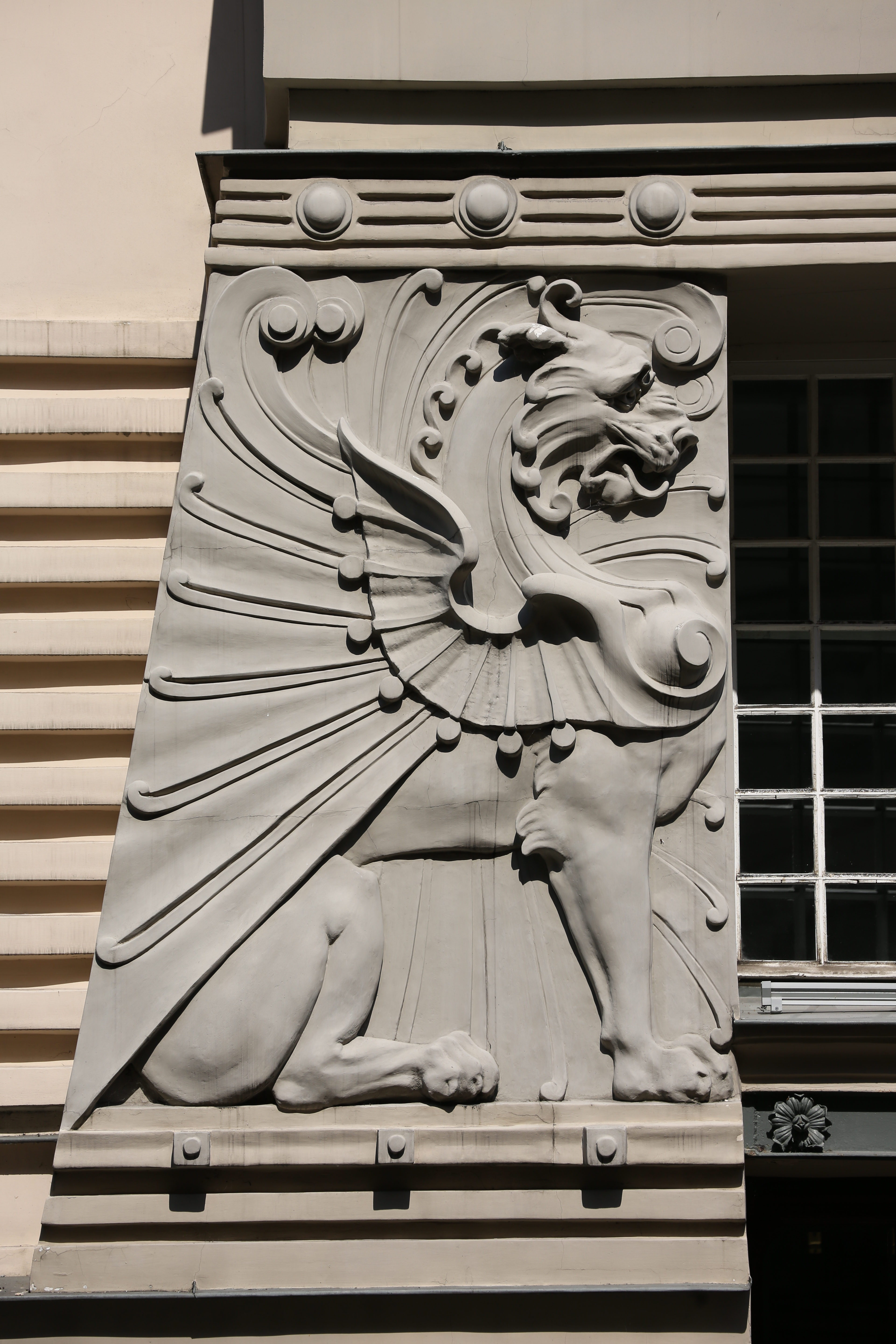
Construção em Alberta iela 4
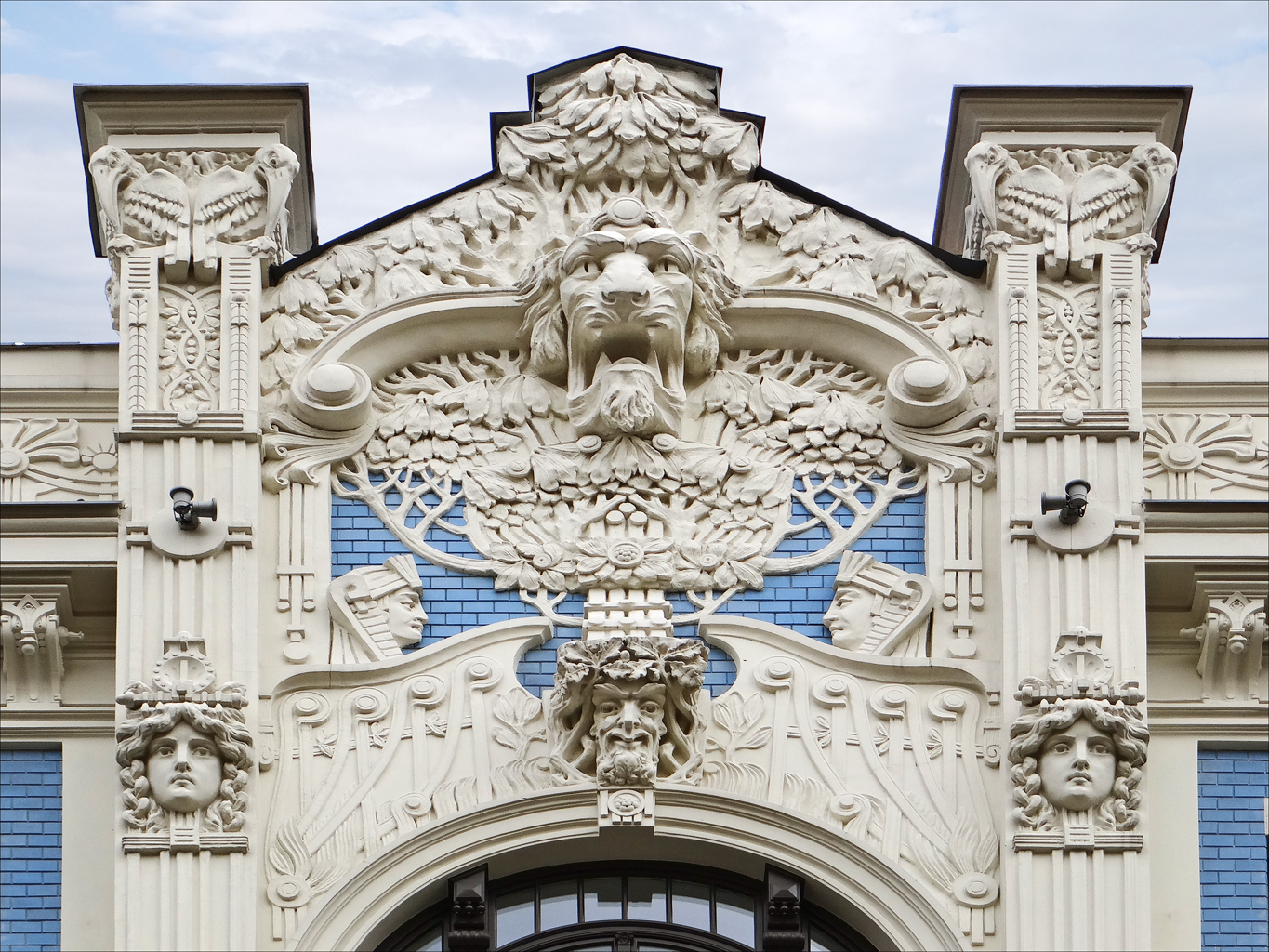
Construção em Alberta iela 8
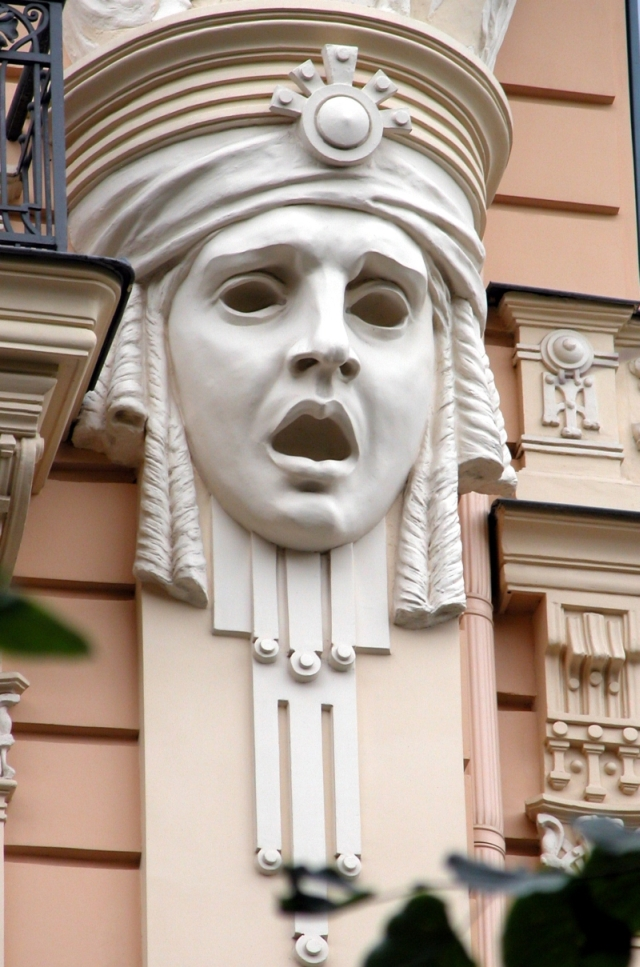
Edifício na esquina da Alberta iela e Strelnieku iela
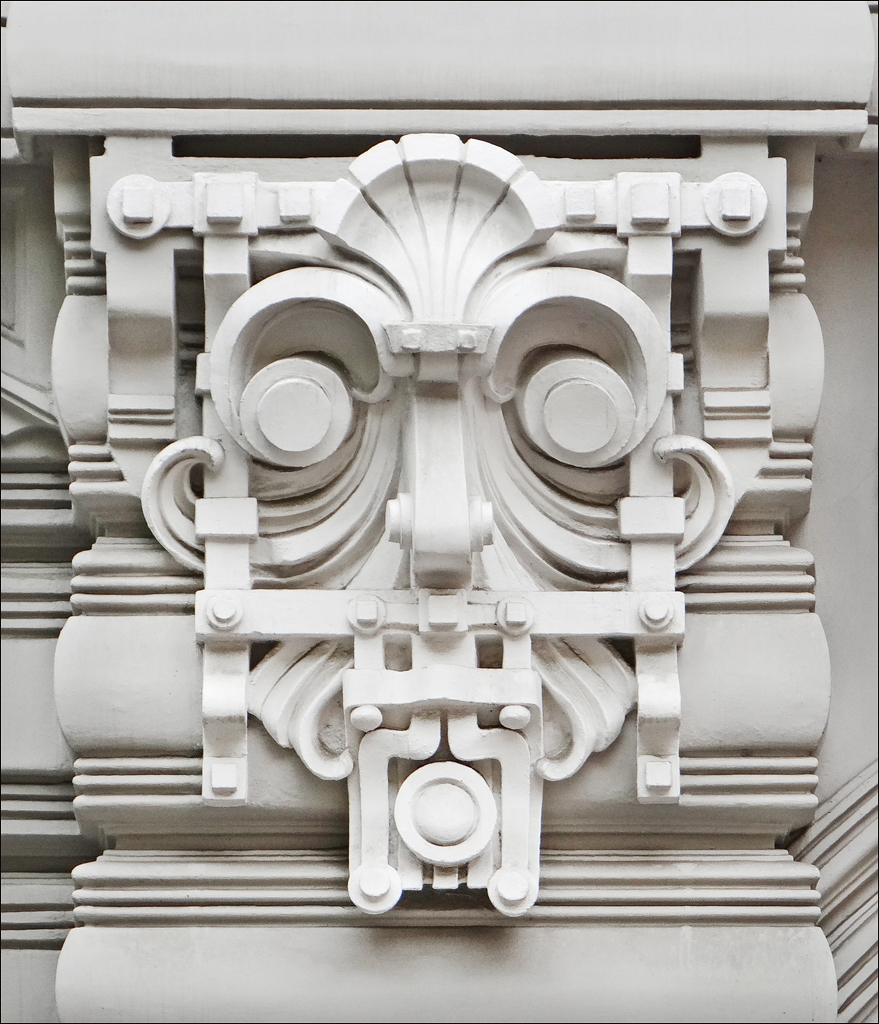
Construção em Elizabetes iela 10b
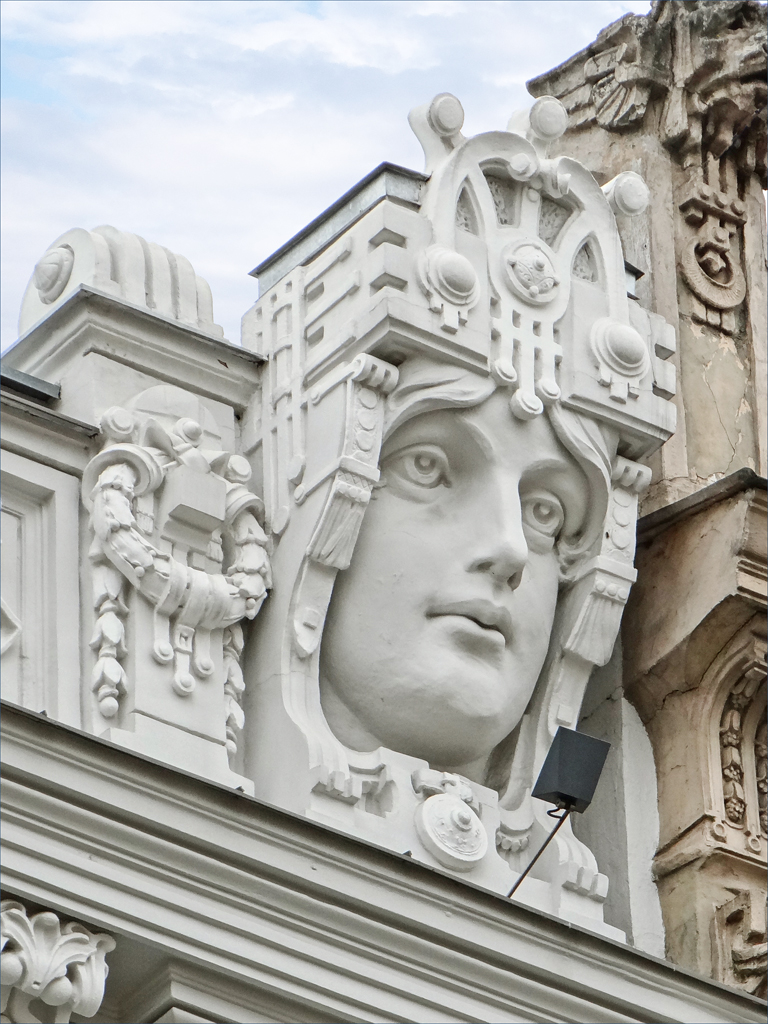
Construção em Elizabetes iela 10b